# Église de Tous-les-Saints de Tvrdošín
Pour les articles homonymes, voir Église de Tous-les-Saints.
L'église de Tous-les-Saints est une église catholique romaine située dans la ville de Tvrdošín.

## Histoire
L'église a été construite en bois au XVe siècle, certaines sources parlent de la fin du XIVe siècle, et reconstruite dans un style Renaissance au XVIIe siècle. C'est le bâtiment conservé le plus ancien de la ville de Tvrdošín.
Le 7 juillet 2008, l'église a été inscrite avec sept autres monuments du même type au patrimoine mondial de l'UNESCO sous la dénomination d'Églises en bois de la partie slovaque de la zone des Carpates.